# Liste des députés européens d'Allemagne de la 5e législature
Cet article présente la liste des députés européens d'Allemagne pour la mandature 1999-2004, élus lors des élections européennes de 1999 en Allemagne
| Nom                                                                       | Parti                                                                         | Groupe politique  |
| ------------------------------------------------------------------------- | ----------------------------------------------------------------------------- | ----------------- |
| Rolf Berend                                                               | Union chrétienne-démocrate d'Allemagne                                        | PPE-DE            |
| Reimer Böge                                                               | Union chrétienne-démocrate d'Allemagne                                        | PPE-DE            |
| Christian Ulrik von Boetticher                                            | Union chrétienne-démocrate d'Allemagne                                        | PPE-DE            |
| Hiltrud Breyer                                                            | Alliance 90 / Les Verts                                                       | Verts/ALE         |
| André Brie                                                                | Parti du socialisme démocratique                                              | GUE/NGL           |
| Elmar Brok                                                                | Union chrétienne-démocrate d'Allemagne                                        | PPE-DE            |
| Hans Udo Bullmann                                                         | Parti social-démocrate d'Allemagne                                            | PSE               |
| Ozan Ceyhun                                                               | Alliance 90 / Les Verts Parti social-démocrate d'Allemagne (à partir de 2000) | Verts/ALE PSE     |
| Garrelt Duin (Remplace Günter Lüttge le 2 octobre 2010.)                  | Parti social-démocrate d'Allemagne                                            | PSE               |
| Markus Ferber                                                             | Union chrétienne-sociale en Bavière                                           | PPE-DE            |
| Christel Fiebiger                                                         | Parti du socialisme démocratique                                              | GUE/NGL           |
| Karl-Heinz Florenz                                                        | Union chrétienne-démocrate d'Allemagne                                        | PPE-DE            |
| Ingo Friedrich                                                            | Union chrétienne-sociale en Bavière                                           | PPE-DE            |
| Michael Gahler                                                            | Union chrétienne-démocrate d'Allemagne                                        | PPE-DE            |
| Evelyne Gebhardt                                                          | Parti social-démocrate d'Allemagne                                            | PSE               |
| Norbert Glante                                                            | Parti social-démocrate d'Allemagne                                            | PSE               |
| Anne-Karin Glase                                                          | Union chrétienne-démocrate d'Allemagne                                        | PPE-DE            |
| Lutz Goepel                                                               | Union chrétienne-démocrate d'Allemagne                                        | PPE-DE            |
| Willi Görlach                                                             | Parti social-démocrate d'Allemagne                                            | PSE               |
| Alfred Gomolka                                                            | Union chrétienne-démocrate d'Allemagne                                        | PPE-DE            |
| Friedrich-Wilhelm Graefe zu Baringdorf                                    | Alliance 90 / Les Verts                                                       | Verts/ALE         |
| Lissy Gröner                                                              | Parti social-démocrate d'Allemagne                                            | PSE               |
| Klaus Hänsch                                                              | Parti social-démocrate d'Allemagne                                            | PSE               |
| Jutta D. Haug                                                             | Parti social-démocrate d'Allemagne                                            | PSE               |
| Ruth Hieronymi                                                            | Union chrétienne-démocrate d'Allemagne                                        | PPE-DE            |
| Magdalene Hoff                                                            | Parti social-démocrate d'Allemagne                                            | PSE               |
| Georg Jarzembowski                                                        | Union chrétienne-démocrate d'Allemagne                                        | PPE-DE            |
| Elisabeth Jeggle                                                          | Union chrétienne-démocrate d'Allemagne                                        | PPE-DE            |
| Karin Jöns                                                                | Parti social-démocrate d'Allemagne                                            | PSE               |
| Karin Junker                                                              | Parti social-démocrate d'Allemagne                                            | PSE               |
| Martin Kastler (Remplace Emilia Müller le 14 novembre 2003.)              | Union chrétienne-sociale en Bavière                                           | PPE-DE            |
| Sylvia-Yvonne Kaufmann                                                    | Parti du socialisme démocratique                                              | GUE/NGL           |
| Hedwig Keppelhoff-Wiechert                                                | Union chrétienne-démocrate d'Allemagne                                        | PPE-DE            |
| Margot Kessler                                                            | Parti social-démocrate d'Allemagne                                            | PSE               |
| Heinz Kindermann                                                          | Parti social-démocrate d'Allemagne                                            | PSE               |
| Ewa Klamt                                                                 | Union chrétienne-démocrate d'Allemagne                                        | PPE-DE            |
| Christa Klaß                                                              | Union chrétienne-démocrate d'Allemagne                                        | PPE-DE            |
| Karsten Knolle                                                            | Union chrétienne-démocrate d'Allemagne                                        | PPE-DE            |
| Dieter-Lebrecht Koch                                                      | Union chrétienne-démocrate d'Allemagne                                        | PPE-DE            |
| Christoph Konrad                                                          | Union chrétienne-démocrate d'Allemagne                                        | PPE-DE            |
| Constanze Krehl                                                           | Parti social-démocrate d'Allemagne                                            | PSE               |
| Wolfgang Kreissl-Dörfler                                                  | Alliance 90 / Les Verts Parti social-démocrate d'Allemagne (à partir de 2000) | Verts/ALE PSE     |
| Wilfried Kuckelkorn                                                       | Parti social-démocrate d'Allemagne                                            | PSE               |
| Helmut Kuhne                                                              | Parti social-démocrate d'Allemagne                                            | PSE               |
| Bernd Lange                                                               | Parti social-démocrate d'Allemagne                                            | PSE               |
| Werner Langen                                                             | Union chrétienne-démocrate d'Allemagne                                        | PPE-DE            |
| Brigitte Langenhagen                                                      | Union chrétienne-démocrate d'Allemagne                                        | PPE-DE            |
| Armin Laschet                                                             | Union chrétienne-démocrate d'Allemagne                                        | PPE-DE            |
| Kurt Lechner                                                              | Union chrétienne-démocrate d'Allemagne                                        | PPE-DE            |
| Klaus-Heiner Lehne                                                        | Union chrétienne-démocrate d'Allemagne                                        | PPE-DE            |
| Jo Leinen                                                                 | Parti social-démocrate d'Allemagne                                            | PSE               |
| Peter Liese                                                               | Union chrétienne-démocrate d'Allemagne                                        | PPE-DE            |
| Rolf Linkohr                                                              | Parti social-démocrate d'Allemagne                                            | PSE               |
| Erika Mann                                                                | Parti social-démocrate d'Allemagne                                            | PSE               |
| Thomas Mann                                                               | Union chrétienne-démocrate d'Allemagne                                        | PPE-DE            |
| Helmuth Markov                                                            | Parti du socialisme démocratique                                              | GUE/NGL           |
| Hans-Peter Mayer                                                          | Union chrétienne-démocrate d'Allemagne                                        | PPE-DE            |
| Xaver Mayer                                                               | Union chrétienne-sociale en Bavière                                           | PPE-DE            |
| Winfried Menrad                                                           | Union chrétienne-démocrate d'Allemagne                                        | PPE-DE            |
| Hans Modrow                                                               | Parti du socialisme démocratique                                              | GUE/NGL           |
| Peter Mombaur                                                             | Union chrétienne-démocrate d'Allemagne                                        | PPE-DE            |
| Rosemarie Müller                                                          | Parti social-démocrate d'Allemagne                                            | PSE               |
| Hartmut Nassauer                                                          | Union chrétienne-démocrate d'Allemagne                                        | PPE-DE            |
| Angelika Niebler                                                          | Union chrétienne-sociale en Bavière                                           | PPE-DE            |
| Doris Pack                                                                | Union chrétienne-démocrate d'Allemagne                                        | PPE-DE            |
| Wilhelm Piecyk                                                            | Parti social-démocrate d'Allemagne                                            | PSE               |
| Hans-Gert Pöttering                                                       | Union chrétienne-démocrate d'Allemagne                                        | PPE-DE            |
| Bernd Posselt                                                             | Union chrétienne-sociale en Bavière                                           | PPE-DE            |
| Godelieve Quisthoudt-Rowohl                                               | Union chrétienne-démocrate d'Allemagne                                        | PPE-DE            |
| Alexander Radwan                                                          | Union chrétienne-sociale en Bavière                                           | PPE-DE            |
| Christa Randzio-Plath                                                     | Parti social-démocrate d'Allemagne                                            | PSE               |
| Bernhard Rapkay                                                           | Parti social-démocrate d'Allemagne                                            | PSE               |
| Dagmar Roth-Behrendt                                                      | Parti social-démocrate d'Allemagne                                            | PSE               |
| Mechtild Rothe                                                            | Parti social-démocrate d'Allemagne                                            | PSE               |
| Willi Rothley                                                             | Parti social-démocrate d'Allemagne                                            | PSE               |
| Heide Rühle                                                               | Alliance 90 / Les Verts                                                       | Verts/ALE         |
| Jannis Sakellariou                                                        | Parti social-démocrate d'Allemagne                                            | PSE               |
| Ursula Schleicher                                                         | Union chrétienne-sociale en Bavière                                           | PPE-DE            |
| Gerhard Schmid                                                            | Parti social-démocrate d'Allemagne                                            | PSE               |
| Ingo Schmitt                                                              | Union chrétienne-démocrate d'Allemagne                                        | PPE-DE            |
| Horst Schnellhardt                                                        | Union chrétienne-démocrate d'Allemagne                                        | PPE-DE            |
| Ilka Schröder                                                             | Alliance 90 / Les Verts Indépendante (à partir de 2001)                       | Verts/ALE GUE/NGL |
| Jürgen Schröder                                                           | Union chrétienne-démocrate d'Allemagne                                        | PPE-DE            |
| Elisabeth Schroedter                                                      | Alliance 90 / Les Verts                                                       | Verts/ALE         |
| Martin Schulz                                                             | Parti social-démocrate d'Allemagne                                            | PSE               |
| Konrad Schwaiger                                                          | Union chrétienne-démocrate d'Allemagne                                        | PPE-DE            |
| Renate Sommer                                                             | Union chrétienne-démocrate d'Allemagne                                        | PPE-DE            |
| Gabriele Stauner                                                          | Union chrétienne-sociale en Bavière                                           | PPE-DE            |
| Ulrich Stockmann                                                          | Parti social-démocrate d'Allemagne                                            | PSE               |
| Diemut Theato                                                             | Union chrétienne-démocrate d'Allemagne                                        | PPE-DE            |
| Feleknas Uca                                                              | Parti du socialisme démocratique                                              | GUE/NGL           |
| Ralf Walter                                                               | Parti social-démocrate d'Allemagne                                            | PSE               |
| Barbara Weiler                                                            | Parti social-démocrate d'Allemagne                                            | PSE               |
| Brigitte Wenzel-Perillo (Remplace Stanislaw Tillich le 27 novembre 1999.) | Union chrétienne-démocrate d'Allemagne                                        | PPE-DE            |
| Rainer Wieland                                                            | Union chrétienne-démocrate d'Allemagne                                        | PPE-DE            |
| Karl von Wogau                                                            | Union chrétienne-démocrate d'Allemagne                                        | PPE-DE            |
| Joachim Wuermeling                                                        | Union chrétienne-sociale en Bavière                                           | PPE-DE            |
| Jürgen Zimmerling                                                         | Union chrétienne-démocrate d'Allemagne                                        | PPE-DE            |
| Sabine Zissener                                                           | Union chrétienne-démocrate d'Allemagne                                        | PPE-DE            |